# Jaime Calderón Calderón
Jaime Calderón Calderón (Churintzio, 1 de maio de 1966) é um clérigo católico romano mexicano e Arcebispo de León.

## Biografia
Jaime Calderón Calderón foi ordenado sacerdote pela Diocese de Zamora em 16 de fevereiro de 1991. Obteve a licenciatura em filosofia pela Pontifícia Universidade do México e depois o doutorado em filosofia em Roma, pela Pontifícia Universidade Gregoriana.
Como sacerdote ocupou os seguintes cargos: Vigário Paroquial, Assessor dos Cavaleiros de Colombo de Zamora, Prefeito, Vice-Reitor e por fim Reitor do Seminário Maior de Zamora. Também foi Coordenador do Conselho Presbiteral, Secretário do Colégio de Consultores, Juiz do Tribunal Eclesiástico de Zamora e Presidente da Organização dos Seminários Mexicanos (OSMEX).
O Papa Bento XVI nomeou-o Bispo Auxiliar de Zamora e Bispo Titular de Iomnium em 5 de julho de 2012. O núncio apostólico no México, Dom Christophe Pierre, o consagrou bispo em 5 de outubro do mesmo ano, no Santuário Nossa Senhora de Guadalupe em Zamora; os co-consagrantes foram José Luis Amezcua Melgoza, Bispo de Colima, e Javier Navarro Rodríguez, Bispo de Zamora.
Em 7 de julho de 2018, o Papa Francisco o nomeou Bispo de Tapachula. A posse ocorreu em 14 de setembro do mesmo ano.
É membro do Conselho Permanente da Conferência Episcopal Mexicana e também da Secretaria Geral do Sínodo.

Em 4 de julho de 2024, o Papa Francisco o nomeou Arcebispo de León. Foi instalado em 19 de agosto.